# سعید قزل
سعید ارگی (زاده 1 اسفند 1375) یک برنامه نویس و هکر سطح بالا اهل ایران است.